# 산마이바시역
산마이바시역(일본어: 三枚橋駅, さんまいばしえき)은 일본 군마현 오타시에 있는 도부 철도 기류 선의 역이다. 역 번호는 TI 51이다.

## 역사
- 1913년 3월 19일: 영업 개시.
- 2009년: 역사 개축.

## 역 구조
섬식 승강장 1면 2선의 지상역에서 기류 선 내 유일한 간이 위탁역이다. 역사는 선로의 서쪽에 있고 승강장은 과선교에 의하여 연결된다. 표는 인접한 민가에서 판매하고 있다. 역사 내에는 승차역 증명증 발급기와 PASMO 간이 개찰기가 설치되어 있다.

### 승강장
| 번호 | 노선    | 방향 | 행선                |
| ---- | ------- | ---- | ------------------- |
| 1    | 기류 선 | 하행 | 신키류・아카기 방면 |
| 2    | 기류 선 | 상행 | 오타 방면           |

## 역 주변
- 군마 고도모노쿠니
- 오타 시청 도리노고 행정 센터
- 오타 경찰서
- 오타 시 소방 본부 중앙 소방서
- 오타 도리야마 우체국
- 오타 지방 합동청사
- 의료 법인 아카기회 산마이바시 병원
- 야마자키 학원
  - 군마 조리 마이스터 전문학교

## 인접역
| 도부 철도 기류 선    | 도부 철도 기류 선 | 도부 철도 기류 선            |
| -------------------- | ----------------- | ---------------------------- |
| TI 18 오타 오타 방면 |                   | 지로엔바시 TI 52 아카기 방면 |